# Július Lörincz
Július Lörincz (16. ledna 1910 Diosek – 14. prosince 1980 Bratislava) byl slovenský a československý malíř, politik Komunistické strany Slovenska maďarské národnosti, poúnorový poslanec Národního shromáždění ČSR a Národního shromáždění ČSSR a poslanec Sněmovny lidu Federálního shromáždění za normalizace.

## Biografie
V mládí se profiloval jako umělec – malíř. Studoval na soukromých školách G. Mallého v Bratislavě a K. Harmose v Komárně. V letech 1929–1934 absolvoval Vysokou školu výtvarných umění v Budapešti u profesorů Rétiho a Vaszaryho. V roce 1935 přesídlil do Bratislavy. Toho roku měl v Bratislavě svou první výstavu. Byl tehdy členem Masarykovy akademie, která mu udělila za výstavu stipendium a zlatou medaili. Díky tomu pak prodělal studijní pobyty v Paříži, Belgii a Nizozemsku. Na přelomu let 1938–1939 odešel do emigrace do Paříže, ale koncem roku 1939 se přestěhoval do Budapešti, kde byl vězněný a žil zde pod setrvalým policejním dozorem po celou válku. Žánrově ho ovlivnil expresionismus a dílo Pabla Picassa, s nímž se osobně znal.
Po druhé světové válce se angažoval politicky a zastával vedoucí pozice v slovenské i československé komunistické straně. V letech 1953–1976 se uvádí jako člen Ústředního výboru Komunistické strany Slovenska. V letech 1964–1968 byl zároveň členem předsednictva ÚV KSS. 11. sjezd KSČ ho také zvolil za člena Ústředního výboru Komunistické strany Československa. Ve funkci ho potvrdil 12. sjezd KSČ, 13. sjezd KSČ, 14. sjezd KSČ a 15. sjezd KSČ.
Po desítky let zasedal i v nejvyšších zákonodárných sborech. Ve volbách roku 1954 byl zvolen do Národního shromáždění za KSS ve volebním obvodu Fiľakovo-Lučenec-Rimavská Sobota. Mandát obhájil ve volbách v roce 1960 (nyní již jako poslanec Národního shromáždění ČSSR za Středoslovenský kraj, podílel se na přípravě nové ústavy z roku 1960) a volbách v roce 1964. V Národním shromáždění zasedal až do konce jeho funkčního období v roce 1968.
Jeho kariéra pokračovala i po invazi vojsk Varšavské smlouvy do Československa za nastupující normalizace. Po federalizaci Československa usedl roku 1969 za KSS do Sněmovny lidu Federálního shromáždění (volební obvod Veľký Krtíš). Mandát obhájil ve volbách v roce 1971 a volbách v roce 1976 (volební obvod Zemianska Olča). V parlamentu setrval až do své smrti roku 1980.
V letech 1948–1968 a znovu od roku 1972 byl předsedou Ústředního výboru organizace maďarské národnostní menšiny v Československu Csemadok. K roku 1954 se navíc profesně uvádí jako redaktor listu Uj szó. Od roku 1977 byl předsedou Svazu slovenských výtvarných umělců a od roku 1978 i místopředsedou Svazu československých výtvarných umělců. Byl nositelem četných státních vyznamenání. V roce 1960 mu byl udělen Řád práce, roku 1973 Řád Vítězného února, roku 1977 Leninova státní cena. V roce 1975 získal titul zasloužilý umělec, v roce 1980 pak i národní umělec.